# Охеда, Брайан
Брайан Оскар Охеда Родригес (исп. Braian Óscar Ojeda Rodríguez; род. 27 июня 2000, Итаугуа, Парагвай) — парагвайский футболист, полузащитник клуба «Реал Солт-Лейк» и сборной Парагвая.

## Клубная карьера
Охеда — воспитанник клуба «Олимпия». 2 декабря 2018 года в матче против столичного «Соль де Америка» он дебютировал в парагвайской Примере. В 2018 году Брайан дважды стал чемпионом Парагвая. Летом 2019 года Охеда на правах аренды перешёл в аргентинский «Дефенса и Хустисия». 4 августа в матче против «Унион Санта-Фе» он дебютировал в аргентинской Примере.
31 августа 2021 года Охеда перешёл в клуб английского Чемпионшипа «Ноттингем Форест», подписав четырёхлетний контракт. За «Форест» он дебютировал 23 ноября в матче против «Лутон Таун».
4 августа 2022 года Охеда был взят в аренду клубом MLS «Реал Солт-Лейк» на один год с опцией выкупа. В высшей лиге США он дебютировал 4 сентября в матче против «Лос-Анджелеса», заменив на 69-й минуте Скотта Колдуэлла. 1 августа 2023 года «Реал Солт-Лейк» выкупил Охеду у «Ноттингем Форест» и подписал с ним контракт до конца сезона 2025 с опциями продления на сезоны 2026 и 2027.

## Международная карьера
В 2017 году в составе юношеской сборной Парагвая Охеда принял участие в юношеском чемпионате Южной Америке в Чили. На турнире он сыграл в матчах против команд Аргентины, Перу, Бразилии, Эквадора, Чили, Колумбии и дважды Венесуэлы.
В том же году Охеда принял участие в юношеском чемпионате мира в Индии. На турнире он сыграл в матчах против команд Мали, США и Новой Зеландии.
В 2019 году в составе молодёжной сборной Парагвая Охеда принял участие в молодёжном чемпионате Южной Америки в Чили. На турнире он сыграл в матчах против команд Эквадора, Перу и Уругвая. В поединке против перуанцев Брайан забил гол.
В составе олимпийской сборной Парагвая Охеда принял участие в Предолимпийском турнире КОНМЕБОЛ 2020.
Охеда был включён в состав сборной Парагвая на Кубок Америки 2021. За сборную Парагвая он дебютировал 2 сентября 2021 года в матче квалификации чемпионата мира 2022 против сборной Эквадора, заменив во втором тайме Уго Мартинеса.

## Достижения
«Олимпия»
- Победитель парагвайской Примеры (2): Клаусура 2018, Клаусура 2020
- Обладатель Кубка Парагвая (1): 2021